# Corydalis gouldii
Corydalis gouldii är en vallmoväxtart som beskrevs av M. Liden. Corydalis gouldii ingår i släktet nunneörter, och familjen vallmoväxter. Inga underarter finns listade i Catalogue of Life.